# Cimbálová muzika Slanina
Cimbálová muzika Slanina je folklórní soubor působící v samém srdci Valašska – v Rožnově pod Radhoštěm a okolí. Zabývá se hudebním folklórem moravského regionu a v jeho hudbě lze postřehnout nejen temperamentní moravskou píseň, ale i vlivy slovenské, polské, maďarské či cikánské.

## Historie
Cimbálová muzika Slanina vznikla v roce 1997 na Katedře muzikologie Filozofické fakulty Univerzity Palackého v Olomouci. Zakládajícími členy byli Michal Stupka (housle), Milan Mlčák (housle), Stanislav Ingr (terc), Zdeněk Marušák (klarinet), Matěj Kratochvíl (klarinet), Gábina Hájková (cimbál), Martin Kuchař (basa). Muzikanti v této sestavě a v různých obměnách působili hlavně v Olomouci a okolí a postupně si budovali svoji posluchačskou základnu při vystupování na soukromých i veřejných akcích.
Od samého počátku spolupracovala CM Slanina s folklórním souborem Vonica, se kterým hudebníci natočili v roce 2000 také hudební nosič s názvem „Slovácký soubor Vonica Zlín a jeho cimbálová muzika Slanina“, který byl vydán u švýcarské společnosti mp3.com. Tato nahrávka přinesla kapele mnohá vystoupení v zahraničí, především ve Francii a Švýcarsku, kde hudebníci úspěšně reprezentovali hudbu moravského regionu. Spolupráce s Vonicou skončila v roce 2004.
Po ukončení univerzitních studií některých členů kapely a také díky různým personálním změnám se v roce 2008 přesouvá působnost CM Slanina do Rožnova pod Radhoštěm a začíná působit hlavně na Valašsku. Členové Cimbálové muziky Slanina vystupují v tradičních valašských či staroměstských pracovních krojích.

## Členové

### Současní členové
Všichni současní členové CM Slanina jsou nadšenými muzikanty, zpěváky a folklóristy, což dokazují i jejich další aktivity a zájmy z oblasti folklóru i mimo něj:
- Tomáš Bogár (housle) – dlouholetá spolupráce s Valašským souborem Sedmikvítek[2] z Frenštátu pod Radhoštěm, kde působil jako primáš
- Milan Mlčák (housle) – primoval muziku Souboru valašských písní a tanců Vsacan[3] a působí v mnoha folklórních projektech
- Zdeněk Marušák (klarinet) – saxofonista a leader jazzové formace F-dur[4], účastník mnoha jazzových i folklórních akcí
- Bronislava Dočkalová (cimbál) – spoluorganizátorka „Mezinárodního festivalu cimbálu“,[5] výuka cimbálu a aktivní účast na cimbálových konferencích (Řecko, Tchaj-wan, Maďarsko)
- Martin Kuchař (basa) – dlouholetý člen folkrockové kapely Docuku,[6] a jazzrockové formace Kupé[7], účast na hudebněvědných projektech

## Vystoupení
Cimbálová muzika Slanina vystupuje nejen na hudebních festivalech, folklórních událostech a kulturních a lidových slavnostech, ale plní také samozřejmě svoji historickou roli – pravidelně hrává na svatbách, soukromých oslavách či k tanci a poslechu ve valašských kolibách.

### Festivaly a slavnosti
- FIMU Festival International de Musique Universitaire
- Zlínské besedování
- Mezinárodní studentský hudební festival Belfort
- Setkání řezbářů Velké Karlovice[8]
- Mezinárodní festival cimbálu
- Pivovarské slavnosti v Třeboni[9]
- Pivovarské slavnosti v Jeseníku
- Burčákové slavnosti Štramberk[10][11]